# Suriauville
Suriauville est une commune française située dans le département des Vosges en région Grand Est.
Ses habitants sont appelés les Suriauvillois.

## Géographie

### Localisation
Suriauville est un village lorrain situé à 3 km de la ville d'eau de Contrexéville. 

### Géologie et relief
Le village est situé à flanc de colline, exposé au sud sud-est. Il est arrosé par le ruisseau de la Renavière, qui se jette dans le Vair à Contrexéville.

### Sismicité
Commune située dans une zone 1 de sismicité très faible.

### Communes limitrophes

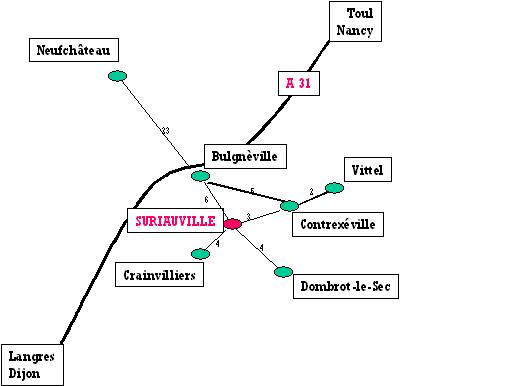
Situation de Suriauville.

### Lieux-dits et écarts
- Ferme des Évêques : Autrefois ferme d’Agéville, propriété des sœurs de Sainte Glossinde, elle fut vendue comme bien national à la Révolution. Au début du XXe siècle, elle devint un restaurant, agrémenté d’un golf, appelé golf-club de Contrexéville. Devenue ferme d’élevage après la Seconde Guerre mondiale, c’est aujourd’hui une résidence privée.
- Ferme d’Haudonville : cense dépendant de l' Abbaye de Flabémont, détruite, appelée aujourd'hui La ferme brûlée, sur la route de Dombrot-le-Sec. Apparaît en 1186 sous le nom de Grangie Hadonisville. Charles-Cuny Larcher et son épouse Pierrotte Morlot en étaient censiers en 1751.

### Hydrographie et les eaux souterraines
Hydrogéologie et climatologie : Système d’information pour la gestion des eaux souterraines du bassin Rhin-Meuse :
Territoire communal : Occupation du sol (Corinne Land Cover); Cours d'eau (BD Carthage),
Géologie : Carte géologique; Coupes géologiques et techniques,
 Hydrogéologie : Masses d'eau souterraine; BD Lisa; Cartes piézométriques.

#### Réseau hydrographique
La commune est située dans le bassin versant de la Meuse au sein du bassin Rhin-Meuse. Elle est drainée par le ruisseau de Froide Fontaine, le ruisseau de Suriauville, le ruisseau du Haut des Fourches et le ruisseau du Moulin,.

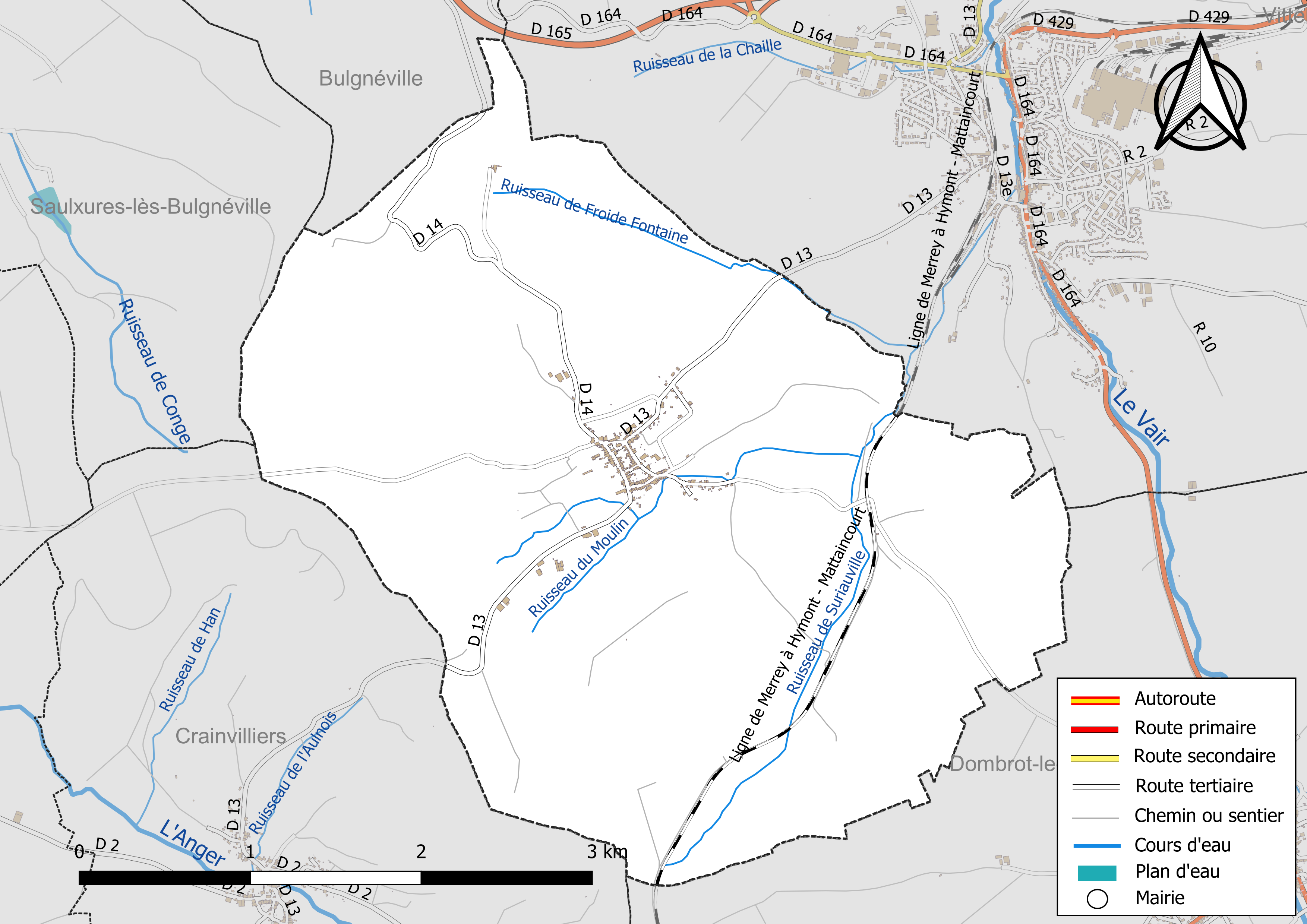
Réseaux hydrographique et routier de Suriauville.

#### Gestion et qualité des eaux
Le territoire communal est couvert par le schéma d'aménagement et de gestion des eaux (SAGE) « Nappe des Grès du Trias Inférieur ». Ce document de planification, dont le territoire comprend le périmètre de la zone de répartition des eaux de la nappe des Grès du trias inférieur (GTI), d'une superficie de 1 497 km2,  est en cours d'élaboration. L’objectif poursuivi est de stabiliser les niveaux piézométriques de la nappe des GTI et atteindre l'équilibre entre les prélèvements et la capacité de recharge de la nappe. Il doit être cohérent avec les objectifs de qualité définis dans les SDAGE Rhin-Meuse et Rhône-Méditerranée. La structure porteuse de l'élaboration et de la mise en œuvre est le conseil départemental des Vosges.
La qualité des cours d’eau peut être consultée sur un site dédié géré par les agences de l’eau et l’Agence française pour la biodiversité. 

### Climat
Pour des articles plus généraux, voir Climat du Grand Est et Climat des Vosges.
En 2010, le climat de la commune est de type climat de montagne, selon une étude du Centre national de la recherche scientifique s'appuyant sur une série de données couvrant la période 1971-2000. En 2020, Météo-France publie une typologie des climats de la France métropolitaine dans laquelle la commune est exposée à un climat océanique altéré et est dans la région climatique  Lorraine, plateau de Langres, Morvan, caractérisée par un hiver rude (1,5 °C), des vents modérés et des brouillards fréquents en automne et hiver. 
Pour la période 1971-2000, la température annuelle moyenne est de 9,4 °C, avec une amplitude thermique annuelle de 17 °C. Le cumul annuel moyen de précipitations est de 924 mm, avec 13,3 jours de précipitations en janvier et 9,3 jours en juillet. Pour la période 1991-2020, la température moyenne annuelle observée sur la station météorologique de Météo-France la plus proche, « Lignéville », sur la commune de Lignéville à 7 km à vol d'oiseau, est de 10,3 °C et le cumul annuel moyen de précipitations est de 856,3 mm. 
La température maximale relevée sur cette station est de 38,7 °C, atteinte le 25 juillet 2019 ; la température minimale est de −17,5 °C, atteinte le 20 décembre 2009,,. 
Les paramètres climatiques de la commune ont été estimés pour le milieu du siècle (2041-2070) selon différents scénarios d'émission de gaz à effet de serre à partir des nouvelles projections climatiques de référence DRIAS-2020. Ils sont consultables sur un site dédié publié par Météo-France en novembre 2022.

## Urbanisme

### Typologie
Au 1er janvier 2024, Suriauville est catégorisée commune rurale à habitat dispersé, selon la nouvelle grille communale de densité à sept niveaux définie par l'Insee en 2022.
Elle est située hors unité urbaine. Par ailleurs la commune fait partie de l'aire d'attraction de Vittel - Contrexéville, dont elle est une commune de la couronne,. Cette aire, qui regroupe 72 communes, est catégorisée dans les aires de moins de 50 000 habitants,.

### Occupation des sols
L'occupation des sols de la commune, telle qu'elle ressort de la base de données européenne d’occupation biophysique des sols Corine Land Cover (CLC), est marquée par l'importance des territoires agricoles (59,5 % en 2018), en diminution par rapport à 1990 (62,1 %). La répartition détaillée en 2018 est la suivante : 
prairies (44 %), forêts (37,3 %), terres arables (15,5 %), zones urbanisées (3,2 %). L'évolution de l’occupation des sols de la commune et de ses infrastructures peut être observée sur les différentes représentations cartographiques du territoire : la carte de Cassini (XVIIIe siècle), la carte d'état-major (1820-1866) et les cartes ou photos aériennes de l'IGN pour la période actuelle (1950 à aujourd'hui).

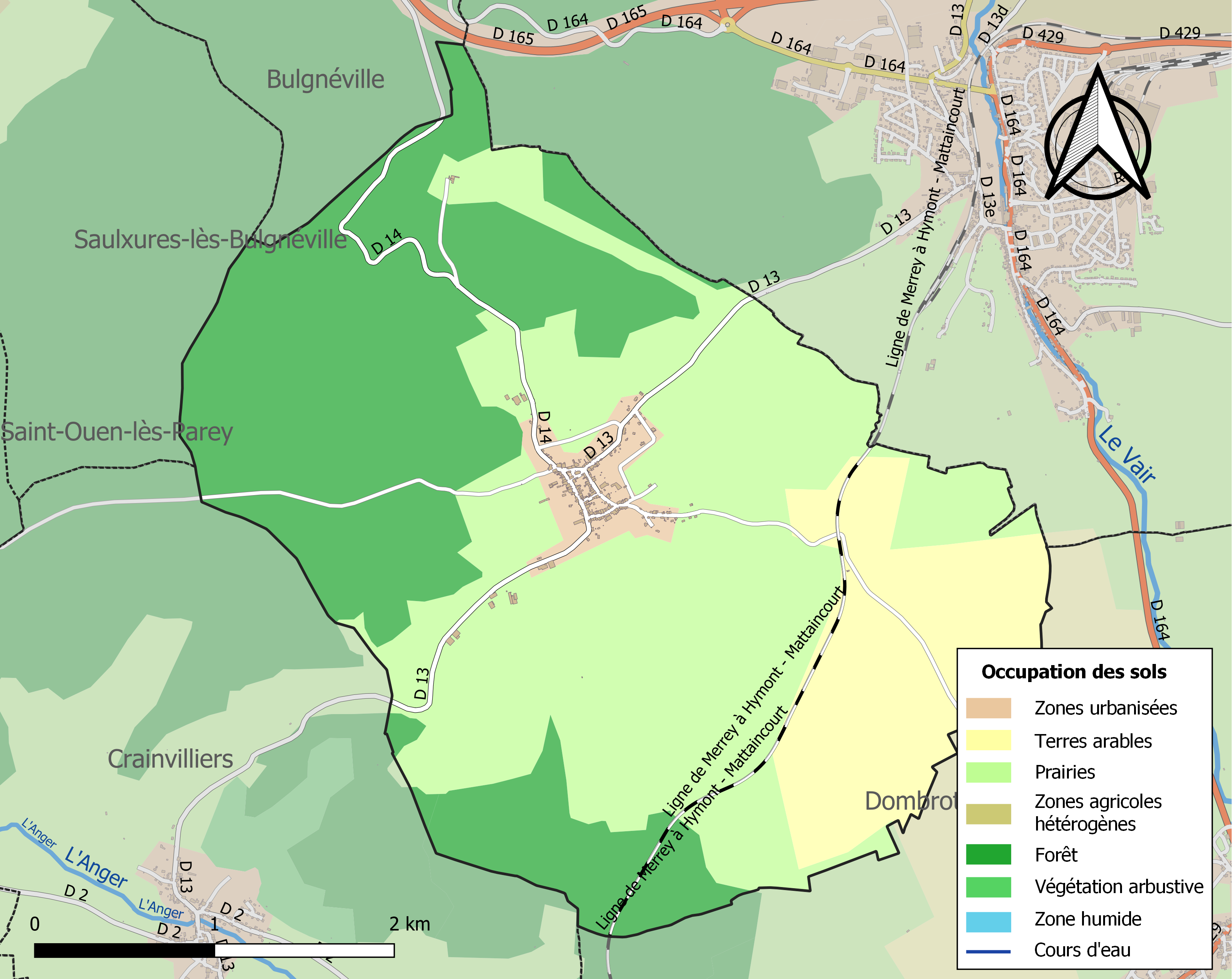
Carte des infrastructures et de l'occupation des sols de la commune en 2018 (CLC).

### Voies de communications et transports

#### Voies routières
Suriauville est accessible par l'autoroute A31, à 7 km, sortie Bulgnéville.

#### Transports en commun

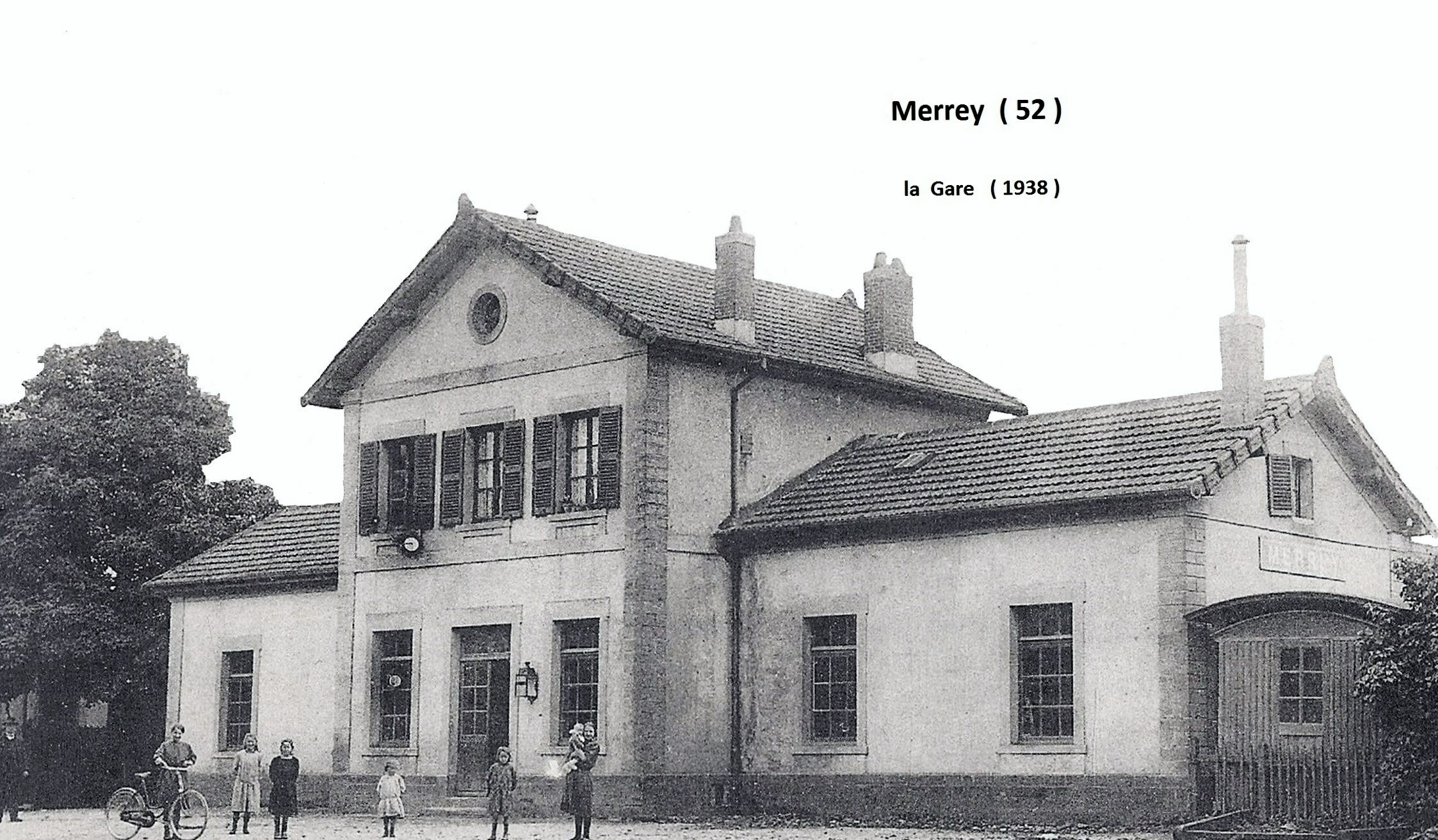
Merrey. La Gare en 1938.

- Fluo Grand Est.

#### Lignes SNCF
- La ligne de chemin de fer Nancy-Merrey-Dijon le traverse.
- Gare de Contrexéville
- Gare de Vittel
- Gare de Neufchâteau

## Toponymie
Le nom de la localité est attesté sous les formes ? Villa Saruaiz (Xe siècle) ; Seurauville (1255) ; Serewavilla (1263) ; Johannes de Serevaville (1273) ; Johannes de Serewaville (1278) ; Villa de Serowaville (1278) ; Sueraville (XIIIe siècle) ; Seruaulville (1329) ; Seruauville (1330) ; Serualville (1401) ; Seriauville (1441) ; Suriauville (1481) ; Suryauville (1579) ; Suriaville (XVIe siècle) ; Sumainville (1656) ; Surriauville, Suriavilla (1768).

Le suffixe -ville provient du mot latin, villa désignant un « domaine rural » ou une « agglomération », selon les périodes historiques. Il existe des variants comme velle ou villare.

## Histoire

### Création de la ville
Le village a été créé en 1255 par Huars de Beauffremont, seigneur de Bulgnéville, sur le flanc d’une colline orientée sud-est.
Il se trouvait à proximité d’un autre village, plus ancien, nommé Agéville (ou Hagéville). On en trouve mention, sous le nom d’Hadianavilla et Hagianavilla, en 875, dans la charte de Louis II de Germanie. Il dépendait de l’abbaye Sainte Glossinde de Metz. Il était situé au croisement de la voie nord-sud Corre-Soulosse et du chemin est-ouest Suriauville-Lignéville. Il comportait une église paroissiale dédiée à saint Blaise qu’utilisèrent les habitants de Suriauville.

« Je, Huars de Beauffremont, sire de Bulleneigneville, et je Hans de Mandres, et je Wauterins, et je Hanrions, faisons savoir à tous ceux que ces lettres verront et ouïront, que nous et Thiébaut, nobles hers cueus de Bar, avons fondé et faite une ville ensemble, en un finage duquel nous i avons mis ce que nous i aviens et nostre home ; et li cueus de Bar ce que il i avait et ses home, et est appelé Seurauville.
En ceste ville, je Huars ai le quart en toute proagel, et li cuens le quart et Wauterins et Hanrions le quart.
Et est assavoir que noz ne nostre oir ne paons avoir nulle auxssance en ceste ville par douer ne par pères, ne par contes, ne par achaie que devant, biz cueus de Bar n’ait le quart por la sienne part de la coustange prenant. Se nians coustoit et se nos entriens en tenir nulle, d’aucunes choses riens ne vaudroit et seront defaitte par le devis de cette chartre ; et revenait en commun, on ne porait retenir nul des homes au comte de Bar, en ceste ville ne de ses fiez, ne des nostres homes, ne de nos fiez. Et por que ce soit ferme chose et estauble avons nos fait saeller les lettres dou sael nostre père en Deu, Gillon évesque de Toul, en témoignage de vérité.
Ce fut fait l’an de grâce mil dous cinquante cinc au mois d’octembre. »

— Charte de 1255 : Fondation de la ville de Seurauville , 
Par Thiébaut, comte de Bar, Huars de Beauffremont, Jean de Mandres, Wauterin et Hanrion.

### Moyen Âge
Suriauville dépend ultérieurement du bailli royal de Bourmont mais les bénéficiaires des dîmes étaient l’abbesse des Dames de Sainte Glossinde de Metz pour un tiers, madame la comtesse de Curel pour un quart, le marquis de Salles pour 1/8, le chapelain de la chapelle de la Petite-Frêne pour 1/8 et le curé pour 1/6, celui-ci ayant toute la petite dîme.
La place forte la plus proche de Suriauville était Bulgnéville qui possédait une forteresse et s’était développée grâce à ses foires. Bulgnéville est connue pour être le lieu de la bataille de Bulgnéville qui, le 2 juillet 1431, opposa les troupes franco-lorraines aux Anglo-Bourguignons pour la succession du trône du duché de Lorraine ; bataille perdue par les Lorrains.

### XVIesiècle
La seigneurie de Suriauville appartint ensuite aux seigneurs de Bulgnéville et de Roncourt. Dans une requête du 21 mars 1578, les habitants de Suriauville demandent à être exempts de la contribution de bois destiné à chauffer les soldats de La Mothe. En effet, la puissante forteresse lorraine défendant le duché, la contribution des villageois était requise pour son entretien. À ce titre, Suriauville bien pourvue en forêt devait pourvoir au chauffage de la troupe.

### XVIIesiècle
La Lorraine encore indépendante au début du XVIIe siècle, sous l’autorité du duc Charles IV de Lorraine suscitait beaucoup de convoitises dont, en premier lieu, celles la France avec Richelieu. Les sièges héroïques de 1634 et 1642 mirent à mal la forteresse de La Mothe ; celle-ci succomba en juillet 1645 mettant de fait fin à l'indépendance ducale. Contrairement au traité signé, Mazarin ordonna la destruction complète de la ville (qui avait compté jusqu’à 3 000 habitants) conduisant ses habitants à devoir se disperser dans les villages environnants. La mort de Stanislas, duc viager de Lorraine, en 1766 rattache définitivement la Lorraine à la France.
La guerre de Trente Ans (1628-1658) provoqua maints ravages en Lorraine. À cet égard, le village voisin d'Agéville fut rayé de la carte (« ruiné », dit le Pouillé de Toul en 1749) vers 1634 par les Suédois. La chapelle Saint-Blaise d’Agéville étant rasée ; les habitants de Suriauville se retrouvèrent sans lieu de culte aussi la construction d’une église à Suriauville fut entreprise. Le Pouillé de Toul de 1711 indique : « on a bâti une église à Suriauville pour la commodité des paroissiens qui étaient obligés d’aller à Hagéville ». Il est possible qu’il y ait eu auparavant à Suriauville une chapelle dédiée à Notre-Dame. Il n'en cependant pas été trouvé confirmation, les registres paroissiaux de Suriauville débutant en 1686.

### La Révolution
Les cahiers de doléances sont des registres où été notés vœux ou plaintes des citoyens à destination des représentants du peuple. Les cahiers de doléances de Suriauville, rédigés en 1789, sont particulièrement éloquents et représentatifs quant aux préoccupations des Français de la campagne en cette fin du XVIIIe siècle. Ils sont consultables en mairie.

### XIXesiècle
Après la Révolution, les guerres du Consulat et de l’Empire déciment une partie de la jeunesse. Suriauville, comme les autres villes du département, participe activement à l’effort de guerre ; le département des Vosges étant le premier à payer ses contributions fiscales, son nom est donné en 1800 (26 fructidor an VIII) à la place Royale de Paris qui devient la place des Vosges.
Le village de Suriauville prospère au XIXe siècle ; sa vocation agricole se confirme : au milieu du siècle, Suriauville a près de 600 habitants. Une grande partie travaille aux champs, et il existe de nombreux artisans ou métiers aujourd’hui disparus : repasseuse, forgeron, dinandier, etc. Durant la Guerre franco-allemande de 1870 les Prussiens passent dans le village.

### XXesiècle
Le  conflit mondial de 1914-1918 bouleverse la vie villageoise. Les hôtels de Contrexéville sont transformés en hôpitaux, les femmes sont aux champs. La Grande guerre ravage la population. En l'occurrence, dans un village de 300 âmes, 22 jeunes hommes meurent pour la Patrie. Des familles entières sont décimées. En 1920, on inaugure le monument aux morts où sont gravés les noms des disparus. Le village compte beaucoup d’orphelins, mais la vie reprend jusqu’à la guerre 1939-1945 qui voit cette fois Suriauville perdre ses forces vives, emmenées en Allemagne comme prisonniers de guerre. Ces cinq longues années de captivité laisseront beaucoup de traumatismes (les derniers prisonniers sont rentrés en septembre 1945). Un seul enfant de Suriauville perdra la vie lors de cette guerre.
La Résistance est présente dans la région. Les maquis – comme celui de Grandrupt - harcèlent les troupes d'occupation allemande en 1943 et 1944. Le 11 août 1944, un avion de chasse américain, piloté par le lieutenant Franck Michela, du 355e Ftr Sqn, est abattu au-dessus de Suriauville, dans le bois des Noves. La libération de Suriauville est effectuée par la division Leclerc, le 11 septembre 1944 ; le colonel de Langlade passe la nuit  au café Desgranges, face à l’école du village.
Durant la seconde moitié du XXe siècle d'importants changements s'opèrent, tant dans les paysages que dans les activités du village. Ainsi, à proximité de ce dernier, est construite l'usine d’embouteillage les eaux de Contrexéville qui emploiera nombre d’ouvriers, tout comme celle de Vittel. Suriauville devient ainsi peu à peu un village ouvrier, en parallèle avec sa vocation agricole.

Plan de vestiges miniers de la galerie des années 1940 (Concession de Suriauville, houillères de Contrexéville).

L’agriculture toutefois continue son déclin, puisqu’il ne reste que dix exploitations à la fin des années 1990, l’essentiel des travailleurs exerçant à l’extérieur de la commune. Le village, descendu au-dessous de 180 habitants, a dès lors entrepris d'augmenter sa population, grâce à quelques constructions et lotissements. Ceci n'a toutefois pas permis de rouvrir l’école communale, fermée dans les années 1980, faute d’effectifs.
Mines de houille : un décret impérial du 2 mars 1859 « accorde au sieur Marx (Jean-François) la concession de mines de houille » sur le territoire de Suriauville et des communes environnantes. Cette concession prend le nom de «concession de Suriauville ». 
Elle sera active jusqu’au début du XXe siècle, puis mise en sommeil. Un arrêté ministériel du 29 juin 1923 déclare la déchéance de la société propriétaire. Elle sera réactivée temporairement pendant la Seconde Guerre mondiale.

## Liste des maires
| Période                                  | Période                   | Identité                     | Étiquette | Qualité           |
| ---------------------------------------- | ------------------------- | ---------------------------- | --------- | ----------------- |
| Les données manquantes sont à compléter. |                           |                              |           |                   |
| 1951                                     | 1953                      | Camille Thiriot (1900-1979)  |           | Agriculteur       |
| 1953                                     | 1959                      | Hubert Guillemin (1903-1965) |           | Agriculteur       |
| 1959                                     | 1971                      | Pierre Thouvenin (1910-2010) |           | Agriculteur       |
| 1971                                     | 1979                      | Roger Garcin (1928-2020)     |           | Agriculteur       |
| 1979                                     | 1988                      | Bernard Babon (1937-1988)    |           | Agent de maîtrise |
| 1988                                     | juin 1995                 | Raymond Gény (1923-2002)     |           | Agent de maîtrise |
| juin 1995                                | mars 2001                 | Pierre Wundelé               |           | Architecte        |
| mars 2001                                | mars 2008                 | Jacques Mirjol               |           | Agriculteur       |
| mars 2008                                | septembre 2010            | Jean-Pierre Léger            |           | Fonctionnaire     |
| 2010                                     | 2020                      | Alain Thouvenin              |           | Agriculteur       |
| 2020                                     | En cours (au 23 mai 2020) | Pedro Chaves                 |           | Contremaître      |

### Budget et fiscalité 2022

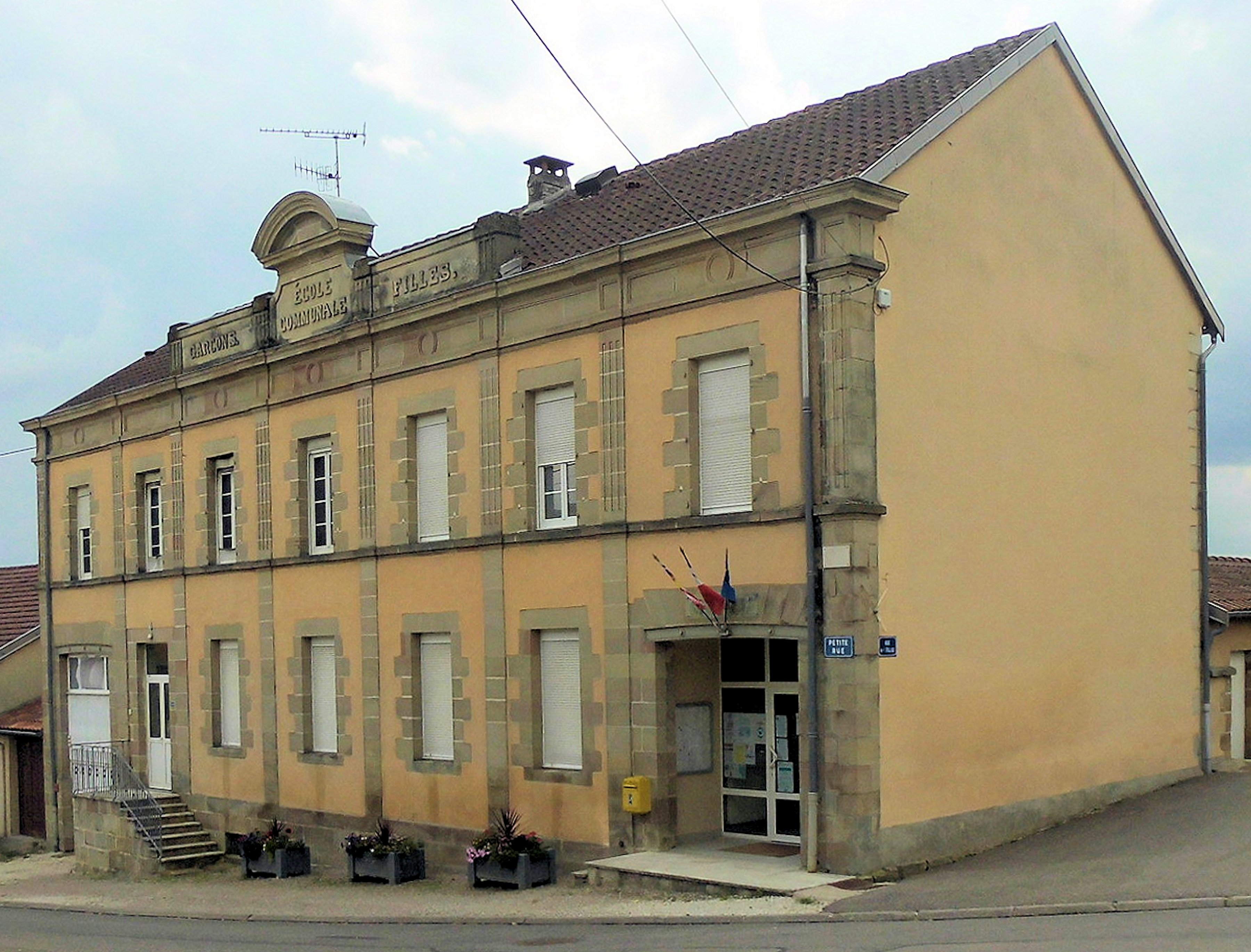
La mairie.

En 2022, le budget de la commune était constitué ainsi :
- total des produits de fonctionnement : 340 000 €, soit 1 583 € par habitant ;
- total des charges de fonctionnement : 214 000 €, soit 997 € par habitant ;
- total des ressources d'investissement : 44 000 €, soit 202 € par habitant ;
- total des emplois d'investissement : 293 000 €, soit 1 361 € par habitant ;
- endettement : 6 000 €, soit 30 € par habitant.

Avec les taux de fiscalité suivants :
- taxe d'habitation : 21,73 % ;
- taxe foncière sur les propriétés bâties : 37,33 % ;
- taxe foncière sur les propriétés non bâties : 21,96 % ;
- taxe additionnelle à la taxe foncière sur les propriétés non bâties : 38,75 % ;
- cotisation foncière des entreprises : 19,42 %.

Chiffres clés Revenus et pauvreté des ménages en 2021 : médiane en 2021 du revenu disponible, par unité de consommation : 22 530 €.

## Économie

### Entreprises et commerces

#### Agriculture
Aujourd’hui subsistent une dizaine de fermes d’élevage (polyculture). Les vignes ont pratiquement disparu.
- Culture et élevage associés.
- Forêt d'exploitation. Pâturages, polyculture, vergers.
- Centre équestre et élevage de poneys.
- Élevage d'autres bovins et de buffles.

#### Tourisme
- Hébergements et restauration à Contrexéville, Bulgnéville, Vittel, Ch^qtenois.

#### Commerces
- Commerces ert services de proximité.
- Travail du bois (scierie et menuiserie).
- La majorité de la population travaille dans les usines d’embouteillage de Contrexéville et de Vittel.
- Deux sources d’eau sont captées dans le territoire communal: un forage d’eau potable alimente la consommation des habitants de Contrexéville ; l’autre, d’eau minérale naturelle, est utilisée par Nestlé Waters.

### Communauté de communes
À la suite de la réforme sur les intercommunalités, Suriauville rejoint la communauté de communes de Vittel-Contrexéville en 2013. Auparavant, Suriauville était isolé sans appartenance à une intercommunalité.

## Population et société

### Démographie

#### Évolution démographique
L'évolution du nombre d'habitants est connue à travers les recensements de la population effectués dans la commune depuis 1793. Pour les communes de moins de 10 000 habitants, une enquête de recensement portant sur toute la population est réalisée tous les cinq ans, les populations de référence des années intermédiaires étant quant à elles estimées par interpolation ou extrapolation. Pour la commune, le premier recensement exhaustif entrant dans le cadre du nouveau dispositif a été réalisé en 2006.

En 2022, la commune comptait 200 habitants, en évolution de −8,68 % par rapport à 2016 (Vosges : −2,96 %, France hors Mayotte : +2,11 %).
| 1793 | 1800 | 1806 | 1821 | 1831 | 1836 | 1841 | 1846 | 1856 |
| ---- | ---- | ---- | ---- | ---- | ---- | ---- | ---- | ---- |
| 455  | 510  | 557  | 558  | 593  | 563  | 575  | 578  | 560  |

| 1861 | 1866 | 1876 | 1881 | 1886 | 1891 | 1896 | 1901 | 1906 |
| ---- | ---- | ---- | ---- | ---- | ---- | ---- | ---- | ---- |
| 571  | 579  | 538  | 532  | 507  | 508  | 487  | 445  | 436  |

| 1911 | 1921 | 1926 | 1931 | 1936 | 1946 | 1954 | 1962 | 1968 |
| ---- | ---- | ---- | ---- | ---- | ---- | ---- | ---- | ---- |
| 450  | 346  | 333  | 325  | 299  | 293  | 276  | 248  | 229  |

| 1975 | 1982 | 1990 | 1999 | 2006 | 2011 | 2016 | 2021 | 2022 |
| ---- | ---- | ---- | ---- | ---- | ---- | ---- | ---- | ---- |
| 221  | 198  | 173  | 179  | 200  | 207  | 219  | 205  | 200  |

### Enseignement
Établissements d'enseignements : 
- Écoles maternelles et primaires à Contrexéville, Dombrot-le-Sec, Bulgnéville, Vittel, Mandres-sur-Vair.
- Collèges à Contrexéville, Vittel, Mandres-sur-Vair, Lamarche.
- Lycées à Contrexéville, Vittel, Mandres-sur-Vair, Mirecourt, Neufchâteau.

### Santé
Professionnels et établissements de santé :
- Médecins à Contrexéville, Bulgnéville, Vittel, Martigny-les-Bains, Vrécourt.
- Pharmacies à Contrexéville, Bulgnéville, Vittel, Martigny-les-Bains, Vrécourt.
- Hôpitaux à Vittel, Lamarche, Mattaincourt, Neufchâteau, Mirecourt.

### Cultes
- Culte catholique, Paroisses de la Vallée de Haute Moselle[25], Diocèse de Saint-Dié.

## Culture locale et patrimoine

### Lieux et monuments

#### Vestiges préhistoriques
Plusieurs tumulus gaulois parsèment les forêts de Suriauville ; les nombreux objets qui y ont été trouvés sont exposés au Musée National de Saint-Germain-en-Laye (vitrine no 9 : bracelets d’anthracite et de bronze) et au Musée départemental d'art ancien et contemporain d'Épinal. 
Dans le bois David, à la limite de Dombrot-le-Sec et Crainvilliers, ont été découvertes trois tombes mérovingiennes. Dans le bois des Noves a été trouvée une épée, possiblement datée du XIVe siècle.

#### L'église Saint-Blaise

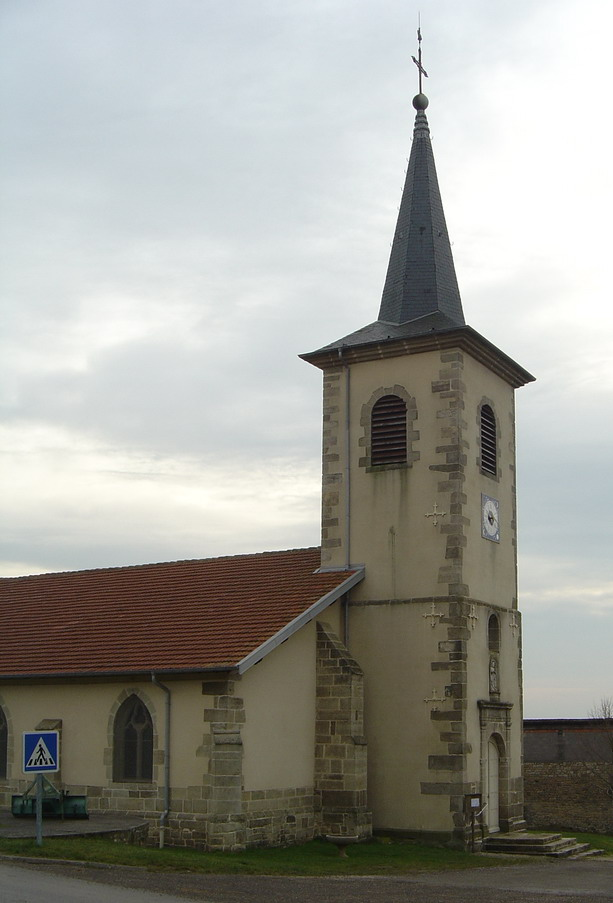
L'église Saint-Blaise.

La construction de l’église a eu lieu après la guerre de Trente Ans, quand Agéville fut détruite vers 1670. Si l’on en croit le Pouillé du Barrois (1749), Suriauville disposait d'un curé depuis la fin du XVIIe puisqu’il percevait 1/6 de la dîme ; il était nommé par l’abbaye de Sainte Glossinde, qui entretenait l’église et fournissait ornements et vases sacrés. En 1672, le curé se nomme Jean Duhamel, puis Contal, en 1699, et Caussin, en 1703.
On retrouve trace du curé de Suriauville au début du XIXe siècle, avec l’abbé François. Joseph-Philippe François (1765-1843), dirigé vers la prêtrise par son oncle, l’abbé Prélat, fit partie de ces prêtres émigrés, chassés de France par la Révolution. Il exerça de 1797 à 1800 près de Mayence, et ne rentra en France qu’en 1803, pour être nommé curé de Suriauville le 15 mars de cette année. C’était sa première paroisse, et il espérait que ce serait la dernière. Il avait acheté quelques propriétés, et entre autres plusieurs vignes.
Apprenant en janvier 1807 sa prochaine nomination à Vrécourt, il écrivait au vicaire général : 

« S’il dépendait absolument de moi d’opter entre les dessertes de Suriauville et de Vrécourt à laquelle vous venez de me nommer, mon choix serait bientôt établi, je resterais à Suriauville par inclination, tandis que je n’irai à Vrécourt que par devoir ». Une des raisons que l’abbé François alléguait pour demander qu’on le laissât à Suriauville, c’est que cette commune était en marché pour acheter une maison curiale. »

Les curés se succédèrent à Suriauville jusqu’à la fin du XXe siècle ; le curé Mathieu fit un long séjour, de plus de 50 ans, parmi ses paroissiens. Lui succéda l’abbé Mougenot jusqu’en 1965. Mais bientôt, il n’y eut plus de curé attaché à la paroisse, seulement des prêtres la desservant et regroupés à Vittel.
L'église a été équipée d'une horloge Ungerer en 1862, achetée 2200 francs. L'entreprise Ungerer avait succédé à l'entreprise de Jean-Baptiste Schwilgué (1776-1856), l'auteur de l'horloge astronomique
de la cathédrale de Strasbourg, et a continué à construire des modèles similaires.
L'horloge de l'église était de calibre 5, comportait un rouage de sonnerie des quarts et un rouage de sonnerie des heures, avec des roues en bronze, et n'a jamais été transformée. Elle a disparu du clocher à une époque indéterminée, mais est réapparue en juin 2007 sur eBay.

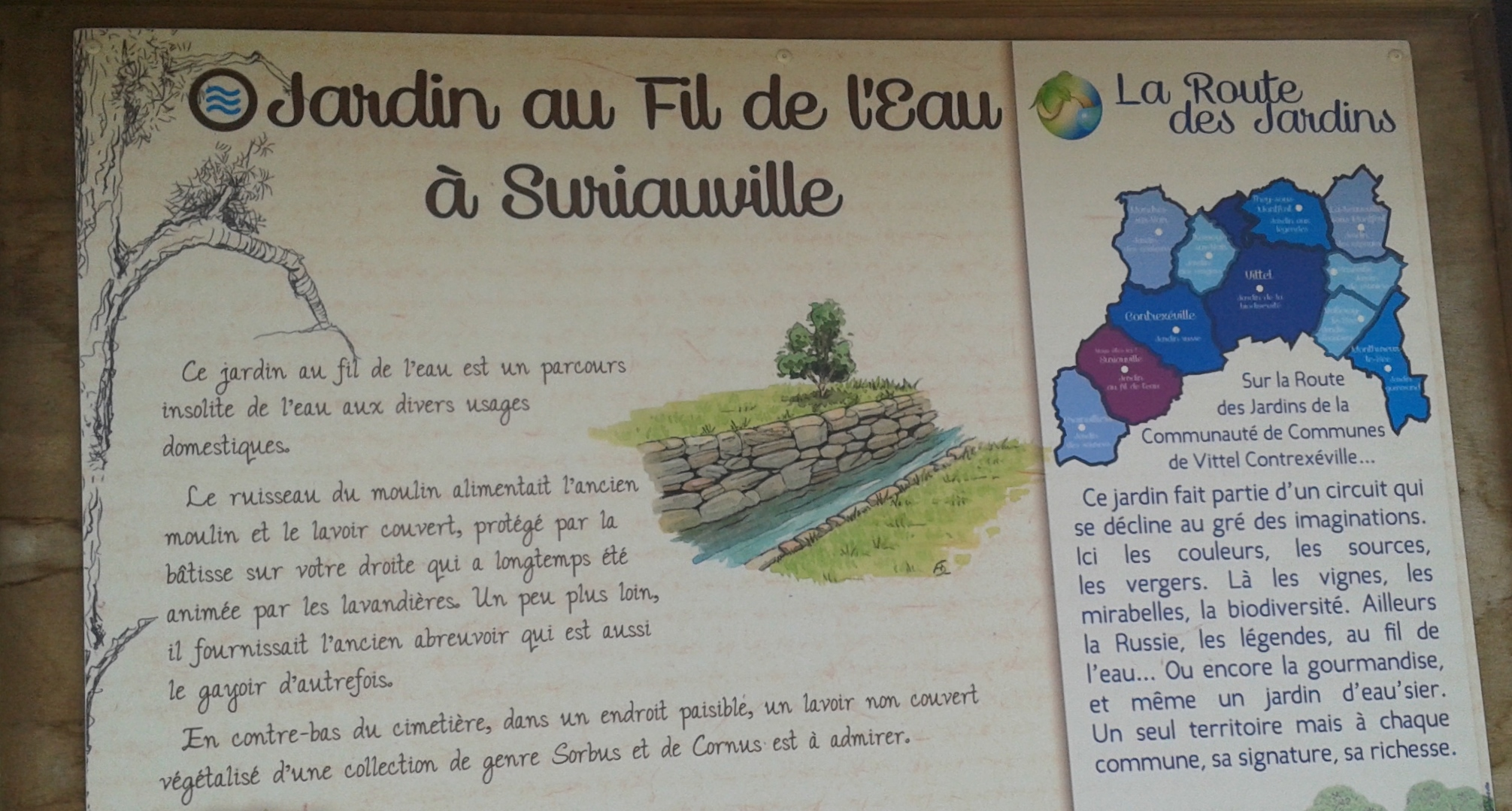
Jardins au fil de l'eau de Suriauville.

#### Jardins au fil de l'eau
L'intercommunalité de Vittel-Contrexéville a mis en place une Route des Jardins qui a pour but de donner à chaque commune de la communauté une identité via la faune et la flore. À Suriauville il s'agit du Jardin au fil de l'eau.

#### Architecture rurale de la commune
- Patrimoine architectural rural recensé par le service régional de l'Inventaire général du patrimoine culturel[27].

Fermes,,,.
Statue de saint Blaise et girouette.
Nichoirs.
Fontaine - lavoir - abreuvoir.

#### Monuments commémoratifs
- Monument aux morts[36],[37].
- Stèle de l'aviateur américain, le lieutenant Franck Michela, abattu le 11 août 1944 au dessus de la forêt de Suriauville[38].

### Personnalités liées à la commune
- Mère Sainte Mathilde, religieuse missionnaire au Japon au XIXe siècle, qui ouvrit la voie aux congrégations religieuses en Extrême-Orient.

Née le 9 février 1814 à Suriauville, Marie-Justine Raclot entra dans la communauté apostolique des Sœurs de l'Enfant Jésus (Saint-Maur) le 19 mars 1835. Après un apostolat en Languedoc, elle partit pour la Malaisie où elle arriva le 5 février 1854. Après un long séjour à Singapour, elle fut envoyée au Japon d'où les religieuses étrangères étaient depuis longtemps bannies. Elle fut ainsi la première religieuse à entrer au Japon en 1872 et y demeura pendant toute l’ère Meiji (1868-1912). Sa mission première fut de s’occuper d'orphelins et de pauvres, et en particulier de jeunes filles, souvent destinées à la prostitution. Son caractère entreprenant et décidé a laissé une forte marque au Japon, et de nombreux Japonais viennent à Suriauville visiter les lieux de son enfance. Elle est décédée le 20 janvier 1911 à Yokohama (Japon).
- Albert Mamelet, normalien, agrégé de philosophie, professeur au lycée de Belfort. Secrétaire général du PRDS (Parti républicain démocratique et social) dans les années 1920. Issu d’une vieille famille de Suriauville, il y est décédé le 19 septembre 1949, à 66 ans. Il est l'auteur notamment de :
  - La Philosophie de Georg Simmel, in Revue de Métaphysique et de Morale (1912-1913)
  - Le Relativisme philosophique chez Georg Simmel (Félix Alcan – 1913)
  - Ils étaient sept millionnaires (Édité par Écrits De Paris - 1948)
  - L'Idée positive de la moralité devant la critique philosophique, préface de Léon Brunschvicj (1929)
- Marie Rose Mamelet (1922-1987), fille du précédent, haut fonctionnaire au ministère de la Santé. À l’origine de la sectorisation de la psychiatrie, elle fut appelée « la papesse de la psychiatrie », de par son caractère entreprenant, s’affranchissant des contraintes administratives. Rédactrice de la circulaire de 1960, elle fut ensuite chef du bureau santé mentale de la DGS. Officier de la Légion d'honneur.

Un hôpital de Chelles porte son nom (Hôpital de Jour Marie-Rose Mamelet)